# Лискун, Ефим Федотович
Ефи́м Федо́тович Лиску́н (1873—1958) — российский и советский зоотехник, учёный в области животноводства, основоположник отечественной зоотехнической науки. Академик ВАСХНИЛ (1935). Лауреат Сталинской премии второй степени (1942). Заслуженный деятель науки и техники РСФСР (1944).

## Биография
Е. Ф. Лискун родился 15 (27) октября 1873 года в селе Атаки Сорокского уезда Бессарабской губернии (ныне город Отачь в Молдавии). Окончил МСХИ в 1900 году.
Работал заведующим отделом губернского земства Кишинёва (1900—1901). Управляющий Томской сельскохозяйственной школой (1901), уездный агроном города Хотина (1901—1902). Преподаватель Мариинского земледельческого училища Саратовской губернии (1901—1904), преподаватель земледельческого училища (1904—1905), одновременно старший специалист по животноводству Управления земледелия города Казани (1904—1905).
Член учёного комитета Министерства земледелия (1905—1923), одновременно директор Стебутовских высших женских сельскохозяйственных курсов, заведующий зоотехнической лабораторией Петербурга (1906—1923).
Профессор Политехнического института (1914—1923), одновременно профессор Лесного института, профессор и проректор Ветеринарно-зоотенического института Петрограда (1918—1923). Вице-директор и управляющий Департаментом земледелия Петрограда (1915—1918).
Профессор Московского высшего зоотехнического института (1921—1926), профессор Вологодского СХИ (1923—1927), профессор, декан, проректор Московской сельскохозяйственной академии имени К. А. Тимирязева (1923—1941). Директор ВНИИ животноводства (1929—1936 и 1942—1944). Руководитель сельскохозяйственной группы Центрально-Казахстанской экспедиции (1939). Профессор Военно-ветеринарной академии (1939—1941). Заведующий кафедрой кормления и разведения сельскохозяйственных животных Омского сельскохозяйственного института (1941—1943). Заведующий кафедрой крупного рогатого скота Московской сельскохозяйственной академии (1943—1958).
Академик Лискун занимался изучением и совершенствованием отечественных пород сельскохозяйственных животных. На основе экспериментов с красной степной, киргизской и астраханской породами он доказал, что качество породы зависит от условий содержания и кормления, дал подробную характеристику местных пород крупного рогатого скота СССР. Выдвинул принцип «гнездовой» племенной работы, разработал систему краниологических исследований, обобщил итоги практической работы по разведению сельскохозяйственных животных и наметил пути качественного их улучшения. Массовыми опытами раздоя коров в 1936 году в ряде колхозов Московской области показал возможность поднять их удой в 2—3 раза. Собрал большой материал для краниологического музея крупного рогатого скота.
Во время Великой Отечественной войны Е. Ф. Лискун передал полученную им Сталинскую премию в Фонд обороны:
МОСКВА, КРЕМЛЬ, ИОСИФУ ВИССАРИОНОВИЧУ СТАЛИНУ 
Дорогой Иосиф Виссарионович ! 
Сердечно благодарю Правительство, удостоившее меня Сталинской премии. Прошу зачислить мою премию 100 000 рублей в фонд постройки авиаэскадрильи имени Лауреатов Сталинской премии. 
Заслуженный деятель науки и техники, академик, лауреат Сталинской премии ЛИСКУН Ефим Федотович
Заслуженному деятелю науки и техники, академику, товарищу ЛИСКУНУ Ефиму Федотовичу 
Примите мой привет и благодарность Красной Армии, Ефим Федотович, за Вашу заботу о воздушных силах Красной Армии. 
И. СТАЛИН 
Газета «Известия», 1 апреля 1943 года
Умер 19 апреля 1958 года. Похоронен в Москве на Новодевичьем кладбище (участок № 5).

## Научная деятельность
Основные труды Лискуна посвящены изучению и совершенствованию отечественных пород сельскохозяйственных животных. Под руководством Лискуна составлен план породного районирования крупного рогатого скота в СССР. Лискун был автором ряда учебников по животноводству.
Опубликовал свыше 600 научных трудов, в том числе 79 книг и брошюр. Ряд трудов опубликован за рубежом. Основные научные труды:
- «Краниологический метод в практическом преломлении» (1898)
- «К определению пород крупного рогатого скота» (1893)
- «Задачи краниологии» (1902, 1903)
- «Краткие сведения о животноводстве некоторых русских хозяйств» (1910, 1918)
- «Красный степной скот» (1911—1912)
- «Ярославский скот» (1913, 1931)
- «Красный немецкий скот» (1911—1912)
- «Строение молочной железы в связи с количеством производимого молока» (1912)
- «Мясной вопрос в современной хозяйственной обстановке» (1917)
- «Животноводство Севера и его возможное будущее» (1920)
- «Разведение сельскохозяйственных животных» (1924)
- «Удойность и доходность молочной коровы» (1925)
- «Сибирский скот и пути его улучшения» (1926, 1928)
- «Гнездовая работа по улучшению племенных качеств сельскохозяйственных животных» (1927—1928)
- «Метизация скота» (1928)
- «Русские отродья крупного рогатого скота» (1928)
- «Научно-исследовательская работа в области мясного дела» (1929)
- «Пути разрешения мясной проблемы» (1932)
- «Племенное улучшение породы крупного рогатого скота» (1934)
- «Частное животноводство» (1934)
- «Племенное животноводство» (1935)
- «Основы животноводства» (1943)
- «За массовый раздой коров» (1944)
- «Достижения в деле повышения процента жира в молоке культурных пород крупного рогатого скота» (1946)
- «Экстерьер сельскохозяйственных животных» (1949)
- «Отечественные породы крупного рогатого скота» (1949)
- «Крупный рогатый скот» (1951)
- «Избранные труды» (1961)

## Награды и премии
- Сталинская премия II степени (22 марта 1943) — за многолетние выдающиеся работы в области науки и техники
- четыре ордена Ленина (2 ноября 1948, 1949, 1950, 1951)
- три ордена Трудового Красного Знамени

1. 26 октября 1938 — в связи с 65-летием со дня рождения и 40-летием научной и педагогической деятельности[4]
2. 1945
3. 1953

- орден «Знак Почёта» (06.12.1940) — «в ознаменование 75-летнего юбилея Московской ордена Ленина Сельскохозяйственной Академии имени К. А. Тимирязева, за выдающиеся заслуги в деле развития сельскохозяйственных наук и подготовки высококвалифицированных специалистов сельского хозяйства»
- Заслуженный деятель науки и техники РСФСР (1934)
- Большая золотая медаль ВСХВ (1940)
- Малая золотая медаль АН России
- Большая золотая медаль имени И. А. Стебута

## Память
Имя Е. Ф. Лискуна присвоено Государственному музею животноводства в Москве, учреждённому в 1950 году на основе переданных им коллекций черепов и скелетов сельскохозяйственных животных. В Москве на учебном корпусе Московской сельскохозяйственной академии имени К. А. Тимирязева (Тимирязевская улица, дом № 54) установлена мемориальная доска.
- Мемориальная доска на учебном корпусе МСХА.
- Могила Е. Ф. Лискуна на Новодевичьем кладбище.